# Semnopithecus priam
Espèce
Synonymes
- Semnopithecus entellus priam

Statut de conservation UICN

 NT  : Quasi menacé
Statut CITES
Semnopithecus priam est une espèce qui fait partie des mammifères Primates. C’est un singe asiatique, un entelle de la famille des Cercopithecidae.

## Répartition

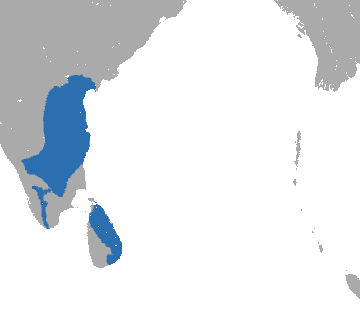
Répartition (en bleu) en Inde et au Sri Lanka

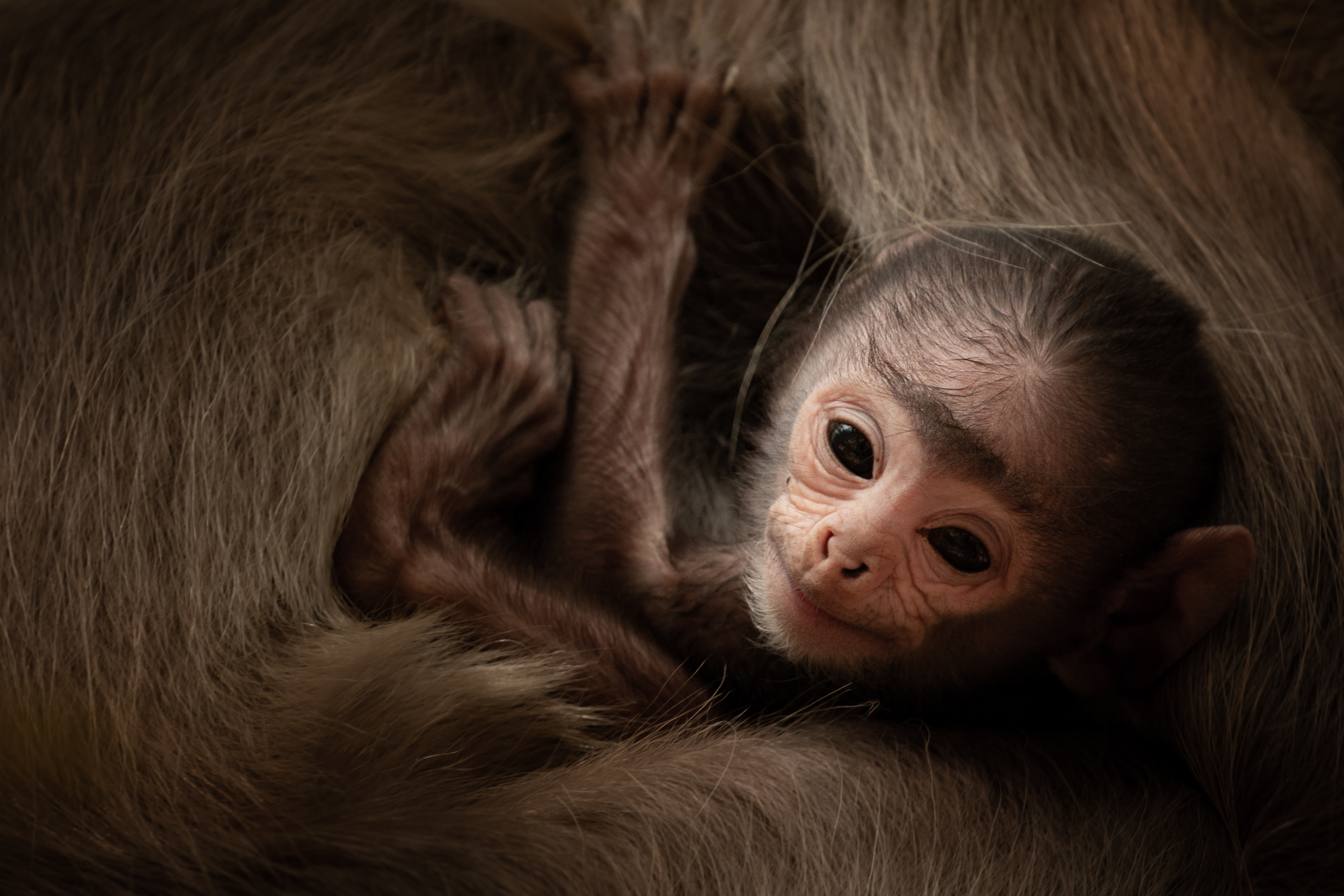
Bébé Semnopithecus priam dans les bras de sa mère, au parc national de Yala, Sri Lanka. Juillet 2018.

L'Entelle gris se rencontre en Asie, au sud est de l'Inde et au Sri Lanka.

## Classification
Auparavant considéré comme faisant partie de l'espèce Semnopithecus entellus, en 2001 Groves a scindé celle-ci en sept espèces distinctes,.
Synonymes :
- Semnopithecus pallipes Blyth, 1844
- Semnopithecus priamus Blyth, 1847